# Rakudai Kishi no Cavalry
Rakudai Kishi no Cavalry (落第騎士の英雄譚, Rakudai Kishi no Kyabarurii), é uma série de light novel escrita por Riku Misora e ilustrado por Won. A história é ambientada em um mundo de fantasia onde o cavaleiro fracassado Ikki Kurogane [ Kurogane Ikki ] conhece Stella Vermillion,que é considerado um gênio em batalha. Ambos compensam fraquezas uns dos outro e formam um relacionamento ao iniciar um treinamento conjunto para se tornarem grandes cavaleiros mágicos. 
O primeiro volume foi publicado em 15 de julho de 2013 e uma adaptação em uma série de anime foi exibida de 3 de outubro a 19 de dezembro de 2015.
Desde 2015, as light novels são uma das séries mais vendidas do Japão, com 1,8 milhão de cópias vendidas a partir de fevereiro de 2017.

## Enredo
A história acontece num mundo alternativo onde existem pessoas com poderes sobrenaturais, conhecidos como Blazers. Um Blazer pode materializar uma arma [ espadas, lanças, entre outros ] construída a partir da própria alma. Ikki Kurogane [ Kurogane Ikki ], apelidado de "Cavaleiro Fracassado" por todos à sua volta, encontra uma garota seminua, Stella Vermillion enquanto ela se troca em seu quarto. Este encontro muda a vida de Ikki enquanto ele se esforça em se tornar um verdadeiro Cavaleiro Mágico, atingindo o ápice do Festival das Sete Estrelas, um evento anual realizado pelas sete Escolas de Cavaleiros Mágicos do Japão para determinar o mais forte Cavaleiro entre essas escolas. O vencedor do festival torna-se conhecido como o Rei Espadachim das Sete Estrelas. O Festival das Sete Estrelas possui combates onde e permitido usar a forma real de suas armas espirituais, existindo assim a possibilidade de concorrentes morrerem em batalha.
Na batalha final, Ikki enfrenta Todo Toka usando todo seu poder de mana, e Ikki vence o duelo, tornando-se o novo ''Rei da Espada de Sete Estrelas''. Após concluírem o festival, Ikki e Stella tem sua primeira noite de amor juntos, fortalecendo ainda mais seu relacionamento entre eles. Stella leva Ikki até o ''Reino de Vermillion'', de onde o novo ''Rei da Espada de Sete Estrelas'' (Ikki) é desafiado para um desafio, tendo início ao '''Arco do Reino de Vermillion'''.

## Anime
Uma adaptação em anime produzida pelo estúdio de animação Silver Link foi transmitida pela Tokyo MX entre 3 de outubro e 19 de dezembro de 2015, com 12 episódios (cobrindo os volumes do 1 ao 3 da Light Novel). O tema de abertura é "Identity", interpretado por Mikio Sakai, já o encerramento é "Haramitsu Renge", por Ali Project. No episódio 4 não houve abertura. No episódio 12 não houve abertura nem encerramento, somente ouve a execução do tema de abertura "Identity" durante a batalha final entre Kurogane Ikki e Todo Tohka.

### Lista de Episódios
1. O Cavaleiro Fracassado - Parte I
2. O Cavaleiro Fracassado - Parte II
3. O Cavaleiro Fracassado - Parte III
4. O Cavaleiro Fracassado - Parte IV
5. A Experiência da Princesa
6. O Devorador de Espadas - Parte I
7. O Devorador de Espadas - Parte II
8. O Devorador de Espadas - Parte III
9. As Férias da Princesa
10. A Bruxa do Oceano Profundo vs Raikiri
11. O Rei Espadachim não Coroado - Parte I
12. O Rei Espadachim não Coroado - Parte II